# Lijst van voetbalinterlands Nederland - Vietnam (vrouwen)
Deze lijst van voetbalinterlands is een overzicht van alle voetbalwedstrijden tussen de nationale vrouwenteams van Nederland en Vietnam. Nederland en Vietnam speelden tot op heden een keer tegen elkaar. Deze ontmoeting, een groepsduel tijdens het WK 2023, vond plaats op 1 augustus 2023 in Dunedin (Nieuw-Zeeland).

## Wedstrijden
| № | Plaats  | Datum           | Competitie | Wedstrijd           | Uitslag |
| - | ------- | --------------- | ---------- | ------------------- | ------- |
| 1 | Dunedin | 1 augustus 2023 | WK 2023    | Vietnam – Nederland | 0 – 7   |

## Samenvatting
| Competitie   | Totaal gespeeld | Winst Nederland | Gelijk | Winst Vietnam | Doelsaldo Nederland – Vietnam |
| ------------ | --------------- | --------------- | ------ | ------------- | ----------------------------- |
| WK-eindronde | 1               | 1               | 0      | 0             | 7 − 0                         |
| Totaal       | 1               | 1               | 0      | 0             | 7 − 0                         |

## Details

### Eerste ontmoeting
| WK 2023 (Dunedin, Nieuw-Zeeland, 1 augustus 2023): |            | |
| Vietnam                                            | 0 – 7      | Nederland |
|                                                    | goals      | 8' Lieke Martens 11' Katja Snoeijs 18' Esmee Brugts 23' Jill Roord 45' Daniëlle van de Donk 57' Esmee Brugts 83' Jill Roord |
| Mai Đức Chung                                      | bondscoach | Andries Jonker |

KNVB ·
A-internationals ·
Bondscoaches ·
Topscorers ·
Jong OranjeLeeuwinnen ·
Vrouwen U20 ·
Vrouwen U19 ·
Vrouwen U18 ·
Vrouwen U17 ·
Vrouwen U16 ·
Vrouwen U15

EK-wedstrijden vrouwen ·
WK-wedstrijden vrouwen ·
Resultaten vrouwen kwalificaties en eindronden
1971 – 1979 ·
1980 – 1989 ·
1990 – 1999 ·
2000 – 2009 ·
2010 – 2019 ·
2020 – 2029
EK 2009 ·
EK 2013 ·
WK 2015 · 
EK 2017 · 
WK 2019 · 
OS 2020 · 
EK 2022 · 
WK 2023
Albanië ·
Australië ·
België ·
Brazilië ·
Canada ·
Chili ·
China ·
Costa Rica ·
Cyprus ·
Denemarken ·
Duitsland ·
Engeland ·
Estland ·
Finland ·
Frankrijk ·
GOS ·
Griekenland ·
Hongarije ·
Ierland ·
IJsland ·
Indonesië ·
Israël ·
Italië ·
Ivoorkust ·
Japan ·
Kameroen ·
Kosovo ·
Kroatië ·
Mexico ·
Nieuw-Zeeland ·
Nigeria ·
Noord-Ierland ·
Noord-Korea ·
Noord-Macedonië ·
Noorwegen ·
Oekraïne ·
Oostenrijk ·
Polen ·
Portugal ·
Roemenië ·
Rusland ·
Schotland ·
Servië ·
Slovenië ·
Slowakije ·
Spanje ·
Thailand ·
Tsjechië ·
Turkije ·
Verenigde Staten ·
Vietnam ·
Wales ·
Wit-Rusland ·
Zambia ·
Zuid-Afrika ·
Zweden ·
Zwitserland
Denemarken (2017) ·
Verenigde Staten (2019)